# Останні дні планети Земля
«Останні дні планети Земля» (англ. Final Days of Planet Earth) — американський фантастичний міні-серіал 2006 року режисера Роберта Лібермана та сценариста Роджера Соффера. У ролях: Кемпбелл Скотт, Гіл Беллоуз і Деріл Ханна. Фільм спродюсований RHI Entertainment для Hallmark Channel.

## Сюжет
Три роки тому команда астронавтів-шахтарів завершила сміливу космічну експедицію. Вони вирушили в свій шлях додому, але до того часу, як корабель повернувся на Землю, їх командир збожеволів, зберігаючи страшну таємницю із собою в добре охоронюваному державного притулку. В сучасності археолог Ллойд Волкер і ентомолог Маріанна Вінтерс — серед обраної групи людей, які намагаються знайти можливий зв'язок між трагічною космічною місією, таємницею божевілля командира і рядом дивних зникнень людей у Сан-Франциско. Зокрема влада наказує негайно залити бетоном археологічні розкопки, де загинув учень Ллойда. Відповідь приходить, коли вони натикаються на підземну колонію комахоподібних істот, які видобувають людські тіла для розмноження.
Ліз Квінлан, співробітниця мерії, — земна королева прибульців. Вищі представники міста — її чоловіки. Ллойд і Маріанна розуміють, що вони не можуть довіряти нікому, крім Вільяма Філліпса, однієї людини, яка знає кінцеву мету прибульців. Він також має загадковий ключ до їх поразки, щось у нього в крові. Ллойд і Маріанна повинні знайти його перш, ніж він стане жертвою неземного експерименту. Ллойду та Маріанні з друзями вдається розшукати інкубатор прибульців у шахтах. Там їх зустрічає Ліз, яка розповідає, що її вид планує використовувати людей як невичерпне джерело їжі. Вільям погрожує підірвати королеву гранатою, даючи решті людей час утекти з шахт. Вільям підриває гранату, що призводить до пожежі в інкубаторі.

## Ролі
- Деріл Ханна — Ліз Квінлан
- Кемпбелл Скотт — Вільям Філліпс
- Гіл Беллоуз — Ллойд Вокер
- Сью Метью — Маріанна
- Патрік Гілмор — Спенс
- Тіна Міло Мілівоєвіч — Белла
- Джон Кассіні — Джейк Рот
- Майкл Копса — Далтон

## Критика
Рейтинг міні-серіалу на сайті IMDb — 4,3/10. 